# Heinkel He 111
Die Heinkel He 111 war ein zweimotoriges Flugzeug aus deutscher Produktion, hergestellt von 1935 bis 1944 durch die Ernst Heinkel Flugzeugwerke in Rostock und die Heinkel-Werke Oranienburg, hauptsächlich für die Luftwaffe. Außerdem wurde das Flugzeug in Spanien produziert und dort bis 1976 eingesetzt. Der freitragende Tiefdecker in Ganzmetallbauweise mit Einziehfahrwerk war eine Konstruktion von Siegfried Günter und baute stark auf den Erfahrungen mit dem einmotorigen Schnellverkehrsflugzeug He 70 auf.

## Entwicklung

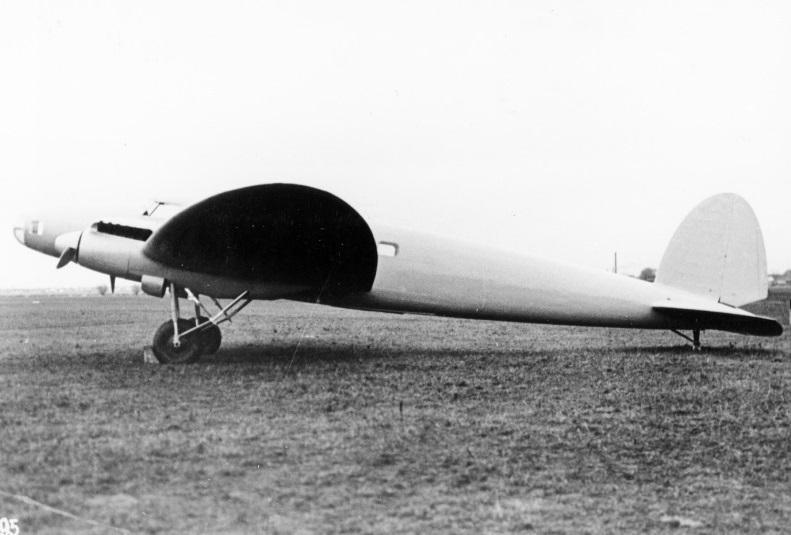
Prototyp He 111 V1

Die Maschine wurde in den 1930er Jahren von den Brüdern Günter als schnelles Verkehrsflugzeug für die Lufthansa für zwei Mann Besatzung und zehn Passagiere konzipiert und später in großen Stückzahlen im Zweiten Weltkrieg als Bomber eingesetzt.
Bereits 1932 erteilte das Reichsverkehrsministerium (RVM) den Auftrag zur Entwicklung eines Bombers und Verkehrsflugzeugs, wobei die Bombervariante (noch geheim) Vorrang hatte. Am 24. Februar 1935 startete die He 111 V1 (Werknummer 713, 1. Militärversion) mit Gerhard Nitschke in Rostock-Marienehe zum Erstflug. Am 12. April 1935 folgte die He 111 V2 (W.Nr. 715) als erster ziviler Prototyp. Dieser und der vierte Prototyp flogen als Transportmaschine, wobei die He 111 V4 und die erste Vorserie He 111 A-0 bereits die Konzeption als Bomber erkennen ließen. Im Laufe der Erprobung wurden verschiedene Änderungen vorgenommen, so zum Beispiel der Einbau stärkerer Motoren vom Typ DB 600 (He 111 B), da die Luftwaffe eine höhere Geschwindigkeit forderte. Weil die aerodynamisch hochwertige Zelle sehr teuer war, wurde ab 1936 versucht, die Kosten durch Einführung neuer Tragflächen zu senken: Ab der He-111-F-Serie erhielten alle Flugzeuge trapezförmige Tragflächen, die im Unterschied zu den bis dahin verwendeten gerade Vorder- und Hinterkanten aufwiesen.

## Einsatz

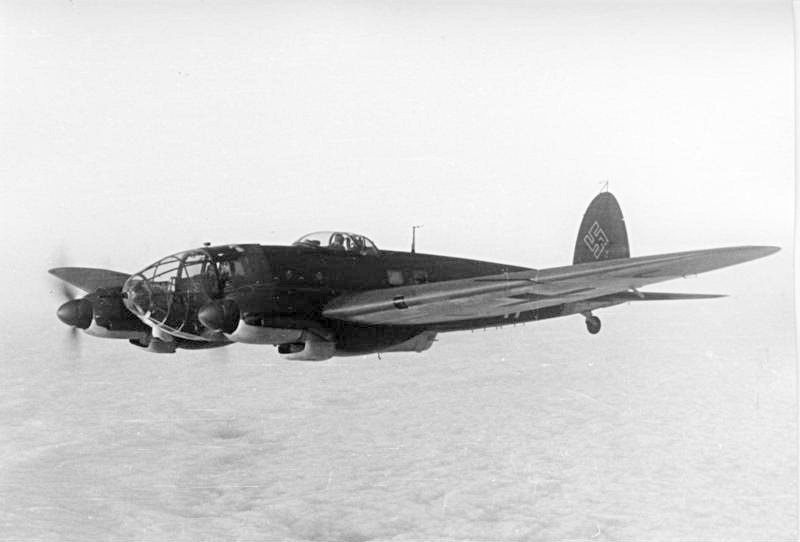
Heinkel He 111 im Flug

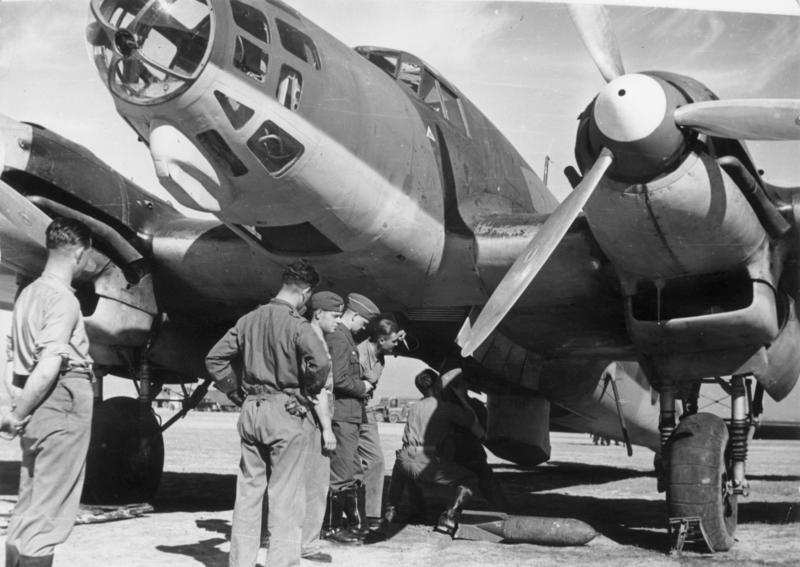
Beladung einer Heinkel He 111 E mit Bomben. Man beachte die alte Bugform.

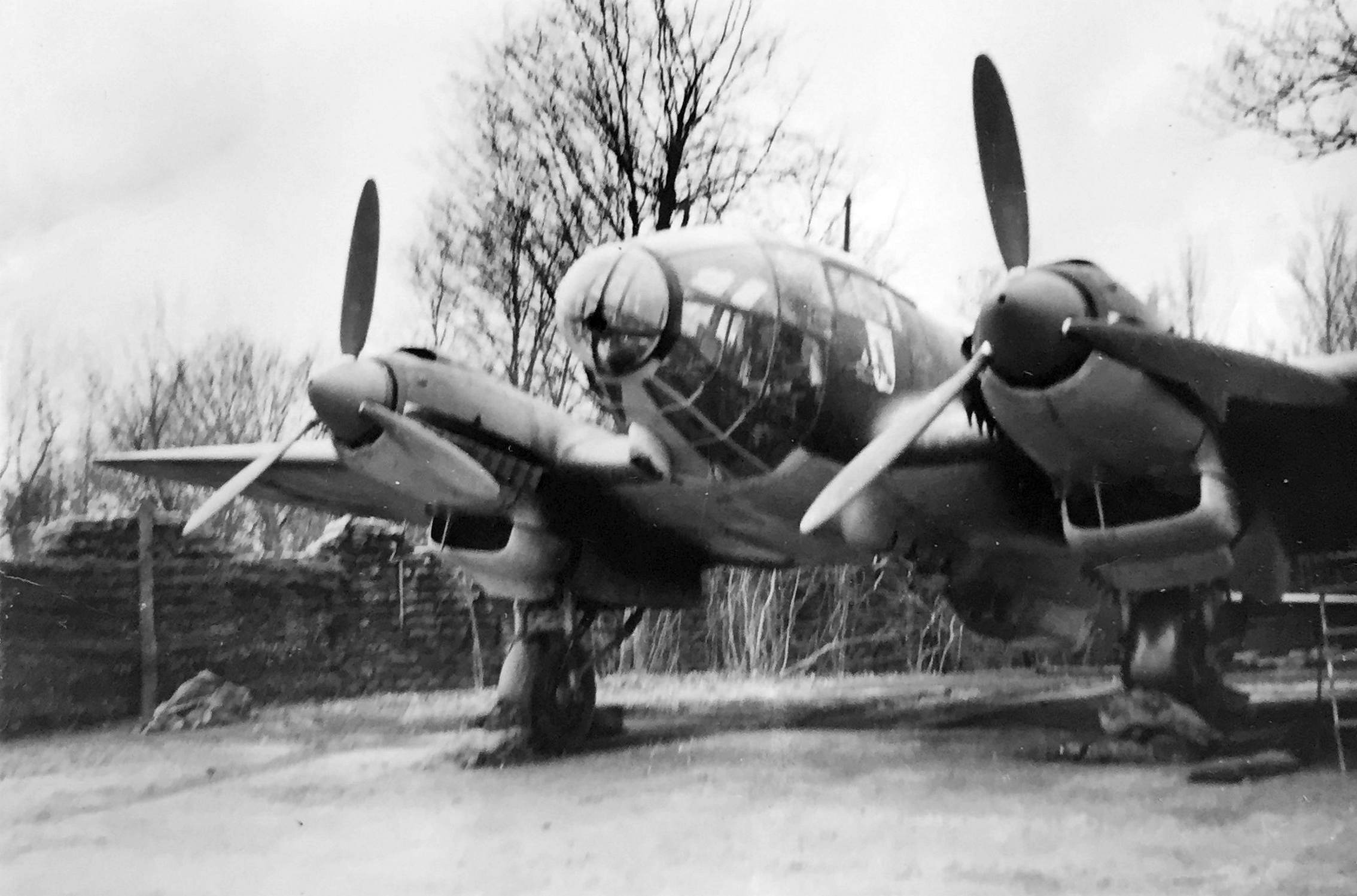
Nordfrankreich (1940)

Die Luftwaffe erhielt ihre ersten He 111 B im Spätherbst 1936. Der erste Kampfeinsatz des Musters erfolgte ab März 1937 im Spanischen Bürgerkrieg, als die Kampfgruppe 88 der Legion Condor 30 He 111 B-1 (spanischer Spitzname „Pedro“) gegen die Republik einsetzte. Zuvor wurden ab Jahresanfang bereits einige wenige Exemplare durch die Versuchsbomberstaffel 88 im Einsatz erprobt. Auch die Modelle He 111 E und He 111 F kamen in Spanien zum Einsatz und wurden nach Kriegsende von der spanischen Luftwaffe übernommen.
Aufgrund der Erfahrungen im Spanischen Bürgerkrieg verzichtete die Luftwaffe bei ihren He 111 auf eine ausreichende Defensivbewaffnung, da die He 111 schneller als die meisten verfügbaren Jagdflugzeuge des Gegners flog. In der Luftschlacht um England zeigte sich aber, dass eine vorbildlich geführte Abwehr mit leistungsstarken Jagdflugzeugen ungeschützten Bomberverbänden hohe Verluste zufügen konnte.
Die He 111 war mit fast 1000 gelieferten Flugzeugen 1939 der Standardbomber der Luftwaffe und blieb als solcher im Zweiten Weltkrieg an allen Fronten im Einsatz. Bei Kriegsbeginn waren die Kampfgeschwader 1, 4, 26, 27, 28, 53, 54, 55 und 100 sowie das Lehrgeschwader 1 mit ihr ausgestattet. Inzwischen wurde bereits die Version He 111 P mit vollverglaster Rumpfnase gebaut, deren Herstellung durch die Knappheit der für den Jagdflugzeugbau benötigten Triebwerke vom Typ DB 601 allerdings auf eine kleine Stückzahl begrenzt war. Zum Standardmodell wurde daher die He 111 H mit Jumo-211-Motoren, die aufgrund der Erfahrungen bei der Luftschlacht um England eine mehrfach verstärkte Defensivbewaffnung erhielt.
He 111 wurden mit je zwei Torpedos als Torpedobomber ausgerüstet. Einige Flugzeuge wurden mit Gleitflugbomben Hs 293 oder als Träger der V1 bestückt. Besonders eigenwillig war die fünfmotorige He 111 Z, die aus zwei He 111 zusammengebaut war. Bemerkenswert waren auch die Versionen He 111 H-8 mit Ballonkabelmessern zum Einsatz gegen Sperrballone und die H-23 als achtsitziger Transporter für Fallschirmjägereinsätze.
He 111 waren an der Vernichtung des Nordmeergeleitzuges PQ-17 ebenso beteiligt wie als Transportflugzeuge bei der Versorgung der 6. Armee in der Schlacht von Stalingrad oder beim Einsatz im Irak 1941.
In der Nacht vom 22. auf den 23. Juni 1944 zerstörte ein Verband aus He 111 und Ju 88 bei einem Bombenangriff 43 US-Bomber auf dem Flugfeld von Poltawa, die im Rahmen von Operation Frantic dort zwischengelandet waren, und beschädigte 26 weitere.

## Auslandsverwendung

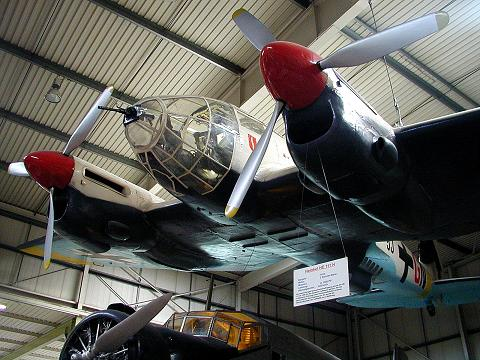
Vollsichtbug der CASA 2.111B (spanischer He-111-Lizenzbau)

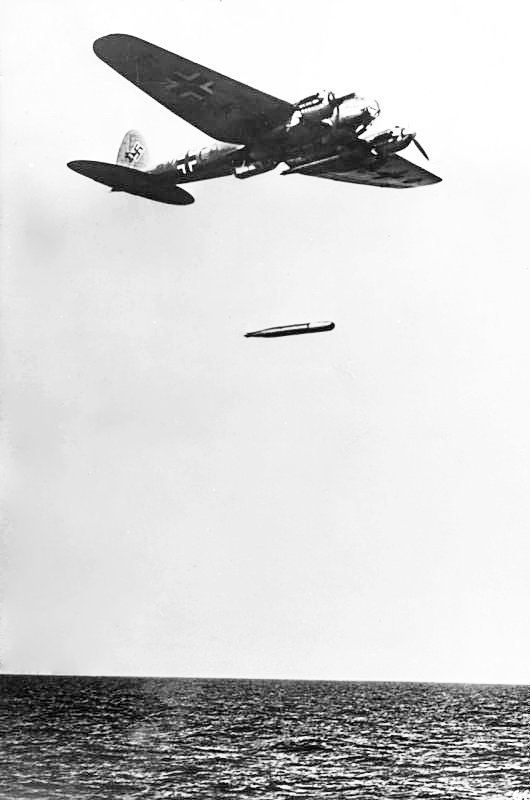
Torpedoangriff mit Heinkel He 111. Das Flugzeug konnte zwei Torpedos mitführen, welche an den Bombenschlössern unter dem Bombenschacht eingehängt wurden.

In Spanien wurde die He 111 B mit dem Kennzeichen 25-32 nach einer Notlandung von den republikanischen Streitkräften erbeutet, in die Sowjetunion verbracht und im Wissenschaftlichen Institut Moskau unter der Bezeichnung Samoljot (Flugzeug) 31 ausgiebig getestet, wobei einige Technologien für die sowjetischen Luftstreitkräfte übernommen wurden. Beispielsweise wurde das Bombenzielgerät kopiert und fand später in den Typen IL-4, Tu-2, Jer-2 und Pe-8 Verwendung. Eine während des Zweiten Weltkrieges erbeutete He 111 H wurde an der Fliegerschule Saratow als Lastensegler-Schleppflugzeug genutzt und flog in dieser Funktion mit einer A-7 auch einen Einsatz zur Versorgung von Partisanen im gegnerischen Hinterland, wurde allerdings auf dem Rückflug von eigenen Jagdflugzeugen abgeschossen.

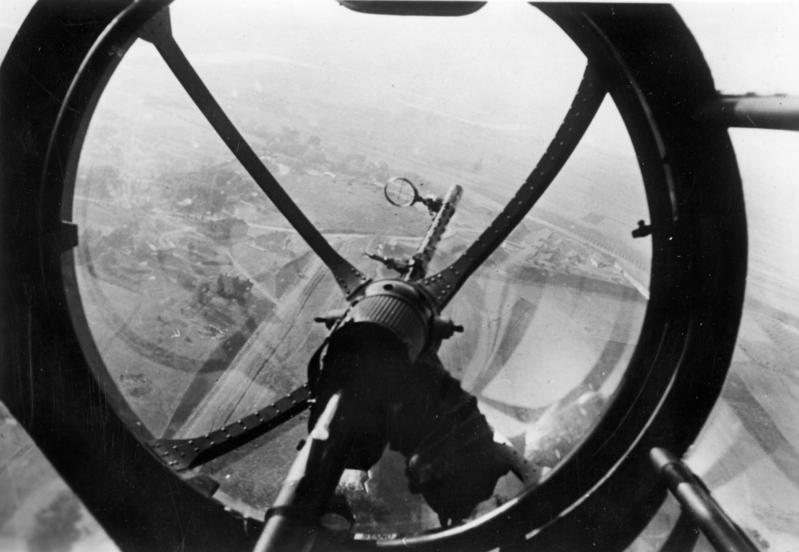
Blick aus der Kanzel über Brest-Litowsk, 1939

Ab 1941 erhielt die Luftwaffe die Schulversion He 111 P-3 mit Doppelsteuerung. Im Verlaufe des Krieges wurden die He 111 neben ihrer eigentlichen Aufgabe auch als Transporter, Torpedobomber und Schleppflugzeug eingesetzt. Eine besondere Version war die He 111 Z, eine mittels eingefügtem Tragflächenmittelstück entstandene Doppelrumpfausführung mit fünf Motoren.
30 He 111 F-1 und 5 He 111 G-5 wurden an die Türkei sowie mehrere He 111 B und He 111 E an das faschistische Franco-Spanien geliefert.

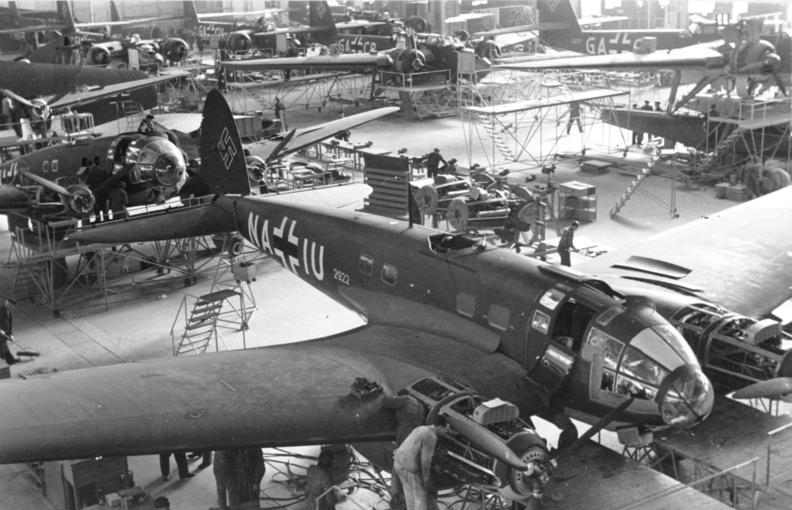
Produktion von Heinkel He 111 P-4

Bis 1956 wurden von der spanischen Firma Construcciones Aeronáuticas S.A. (CASA) in Tablada (Sevilla) noch rund 250 Exemplare der He-111-H-16-Lizenzversion CASA 2.111B gefertigt. Diese He-111-Ableger flogen 1957 während des Ifni-Kriegs gegen Marokko Bombenangriffe und befanden sich bei der spanischen Luftwaffe bis in die 1970er Jahre im Dienst. Hervorstechendes Unterscheidungsmerkmal sind die großen Kühler unter den Motoren, die auf die bei der 2.111B verwendeten Rolls-Royce-Merlin-Triebwerke hindeuten. Dies wurde nötig, weil die deutschen Daimler-Benz-Motoren, wie sie auch bei der 2.111A verwendet wurden, und dazu passende Ersatzteile nach Kriegsende kaum noch verfügbar waren. CASA 2.111B wurden als He-111-Doubles im Film Luftschlacht um England eingesetzt.

## Produktion
Neben der Fertigung bei Heinkel in Rostock (Ernst Heinkel Flugzeugwerke, EHF) und Oranienburg (Heinkel-Werke Oranienburg, HWO) wurde die Maschine in Lizenz bei den Norddeutschen Dornier-Werken (NDW) in Wismar, Arado (ArB) in Brandenburg, der Allgemeinen Transportanlagen-Gesellschaft (ATG) in Leipzig sowie bei den Junkers Flugzeug- und Motorenwerken (JFM) hergestellt. Die Produktion lief von März 1936 bis September 1944.
| Version     | EHF     | NDW | HWO | ArB | ATG | JFM | SUMME   |
| ----------- | ------- | --- | --- | --- | --- | --- | ------- |
| Prototypen  | 4       |     |     |     |     |     | 4       |
| A-0         | 10      |     |     |     |     |     | 10      |
| A           | 6       |     |     |     |     |     | 6       |
| B-0         | 7       |     |     |     |     |     | 7       |
| B           | 136     | 283 |     |     |     |     | 419     |
| C           | 12      |     |     |     |     |     | 12      |
| D           | 30      |     |     |     |     |     | 30      |
| E           |         | 80  |     | 50  | 40  | 40  | 210     |
| F           | 45      |     |     |     |     |     | 45      |
| G           | ca. 8   |     |     |     |     |     | ca. 8   |
| J           |         |     | 120 |     |     |     | 120     |
| L (Umbau)   |         |     |     |     |     |     | (6)     |
| P-1         | 75      | 20  |     |     |     |     | 95      |
| P-2         | 451     | 288 |     |     |     |     | 739     |
| P-4 (Umbau) |         |     |     |     |     |     | (156)   |
| H-1         |         |     | 95  | 21  | 20  |     | 136     |
| H-2         |         |     | 180 | 182 | 140 |     | 502     |
| H-3         |         |     | 182 | 196 | 126 |     | 504     |
| H-4 (Umbau) | (117 ?) |     |     |     |     |     | (117 ?) |
| H-5         | 560     |     |     |     |     |     | 560     |
| H-6         | 1745    |     |     |     |     |     | 1745    |
| H-6tp       | 30      |     |     |     |     |     | 30      |
| H-11        | 301     |     |     |     |     |     | 301     |
| H-11 TO     | 200     |     |     |     |     |     | 200     |
| H-14        | 50      |     |     |     |     |     | 50      |
| H-16        | 200     |     |     |     |     |     | 200     |
| H-16/R1     | 900     |     |     |     |     |     | 900     |
| H-20        | 770     |     |     |     |     |     | 770     |
| Z           | (12)    |     |     |     |     |     | (12)    |
| SUMME       | 5657    | 671 | 577 | 449 | 326 | 40  | 7603    |

## Versionen
Prototypen
- He 111 V1: Die erste He 111, ausgerüstet mit BMW VI 6,0 Z.
- He 111 V2: Sie war ein reines Passagier- und Postflugzeug, das zehn Personen befördern konnte und eine verkleinerte Flügelspannweite besaß.
- He 111 V3: Die erste reine Bomberversion, ebenfalls mit verkleinerter Spannweite.
- He 111 V4: Ein ziviler Prototyp, aus dem fünf Serienmaschinen He 111 C abgeleitet wurden, die von der Lufthansa eingesetzt wurden. Offiziell vorgestellt wurde er am 10. Januar 1936.
- He 111 V5: Letzter Prototyp; er war mit leistungsstärkeren DB-600-A-Motoren ausgerüstet und bildete dank seiner stark verbesserten Leistungen die Ausgangsbasis für die erste größere Serie von He 111 B-Bombern. Der Erstflug fand Anfang 1936 statt.

Serienmuster

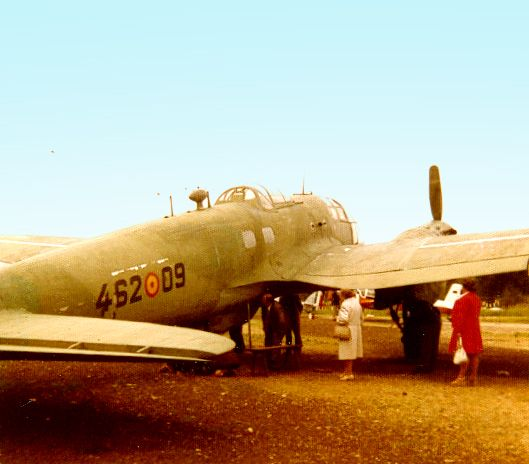
He 111, die bis in die 1970er Jahre im Dienst der spanischen Luftstreitkräfte stand, 1975

- He 111 A-0: Die in zehn Exemplaren gebaute Bomber-Null-Serie wurde komplett als Prototypen eingesetzt. 1936 wurden sechs He 111 A nach China exportiert. Die Serie war -wie die Prototypen- mir dem Motor BMW VI 6,0 Z ausgerüstet[5]
- He 111 B: Heinkel rüstete nun die He 111 mit stärkeren Motoren aus (je 1000 PS) und nannte diese Serie He 111 B (417 km/h). Die Luftwaffe führte diese Maschine nun doch Anfang 1937 unter der Bezeichnung He 111 B-1 mit DB-600-C-Motoren ein. Die B-2 hatte verbesserte Motoren DB 600 CG und eine stärkere Bugbewaffnung. Ab März 1937 wurden 30 Exemplare bei der Kampfgruppe 88 der Legion Condor im realen Einsatz getestet.
- He 111 C: Fünf Stück wurden für die Lufthansa als zivile Transportflugzeuge gebaut, siehe auch He 111 V4. Diese hatten noch den Motor BMW VI 6,0 Z[6].
- He 111 D: Eine leistungsgesteigerte Version mit DB-600-Ga-Triebwerken (je 1050 PS, 460 km/h), die jedoch nicht lange gebaut wurde, da Daimler-Benz mit der Produktion von Motoren für etwa die Bf 109 vollständig ausgelastet war. Der Einsatz erfolgte als Führungsflugzeug.
- He 111 E: Die E-Serie flog schon 498 km/h (bessere Kühler). Auch die Baureihen E-1 und E-3 kamen in Spanien zum Einsatz, insgesamt (inkl. der B-1) knapp 100 Maschinen. Da Daimler-Benz mit der Motoren-Lieferung nicht nachkam, wurden 1000-PS-Jumo 211A-1-Motoren eingebaut[7]
- He 111 F: Von der F-Serie wurden 30 Stück an die Türkei verkauft, einige andere waren bei der Legion Condor im Einsatz. Bei dieser Serie wurde die Flügelvorderkante und die Motorisierung geändert: Eingebaut wurden Motoren des Typs Jumo 211A-3 mit 1100 PS[8].  Alle Typen sahen der A-Serie noch ähnlich. Die schlechten Sichtverhältnisse für die Besatzung wurden bemängelt. Dies und andere Mängel führten zur Entwicklung der He 111 P.
- He 111 G: Versuch, mehr zivile Kunden zu finden. Meist mit DB 600A/G-Triebwerken. Zwei Maschinen der G-3-Serie wurden versuchsweise mit Sternmotoren ausgerüstet (BMW 132Dc bzw. BMW 132H). Sie kamen zur Lufthansa und wurden dort als He 111 L bezeichnet. Es handelte sich um Umbauten.
- He 111 J: 90 Stück von der Luftwaffe als Torpedobomber bestellt. Sie erhielten wieder Daimler-Benz-Motoren des Typs DB 600CG[9].
- He 111 P: Die P-Serie besaß eine stromlinienförmige Gondel an der Rumpfunterseite, einen vollverglasten Bug und  DB-601-Motoren mit je 1100 PS. Sie wurde Anfang 1939 an die Luftwaffe geliefert. Sie ersetzte die Maschinen der B- und E-Serie.

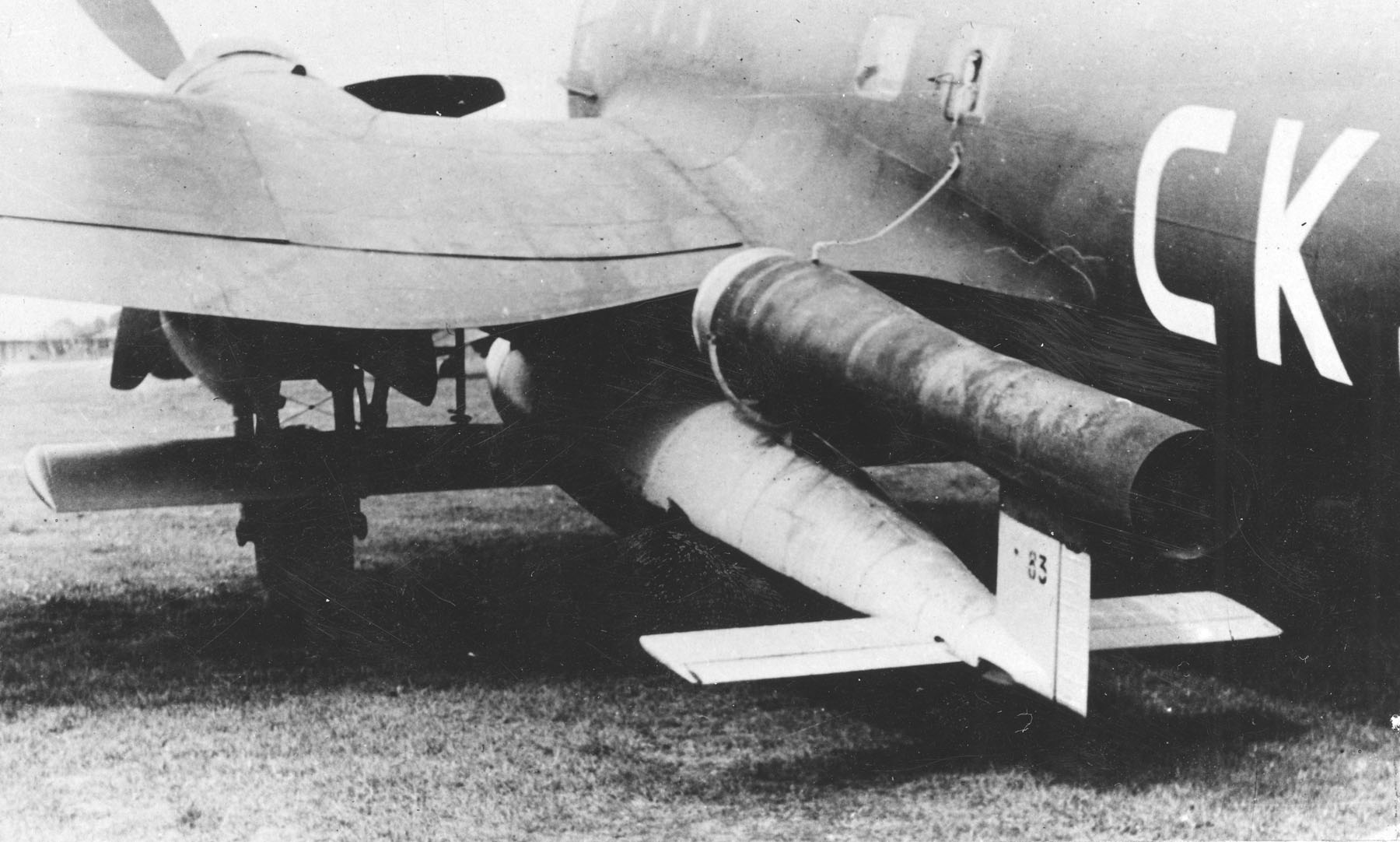
He 111 mit Fi-103-Flugbombe

- He 111 H: Die H-Serie war die wichtigste Serienversion. Sie war weitgehend baugleich mit der P, verwendete allerdings Jumo-211-Motoren. Es zeigte sich aber bald anhand ihrer hohen Verluste, dass die Maschinen für die Jäger der RAF zu langsam und zu schwach bewaffnet waren. Die Einsätze wurden in die Nacht verlegt, die Defensivbewaffnung wurde verstärkt. Auch die Motoren wurden immer wieder verbessert (H-2, H-3, H-4, H-5). Die H-4/-5/-6/-11 konnten Torpedos einsetzen. Ab der H-20 wurde der obere Abwehrstand durch einen kraftbetätigten Drehturm ersetzt. Die H-16/-20/-22 konnten V1-Lenkflugkörper verschießen.[10] Die Modelle H-8 bis H-23 wurden mangels besserer Flugzeugtypen bis 1944 gebaut. Bei den Untervarianten H-21, H-22 und H-23, produziert ab Anfang 1944,  waren statt der Jumo-211 Jumo-213-Motoren mit 1750 PS Startleistung eingebaut[11], was zu einer Höchstgeschwindigkeit von 480 km/h verhalf.

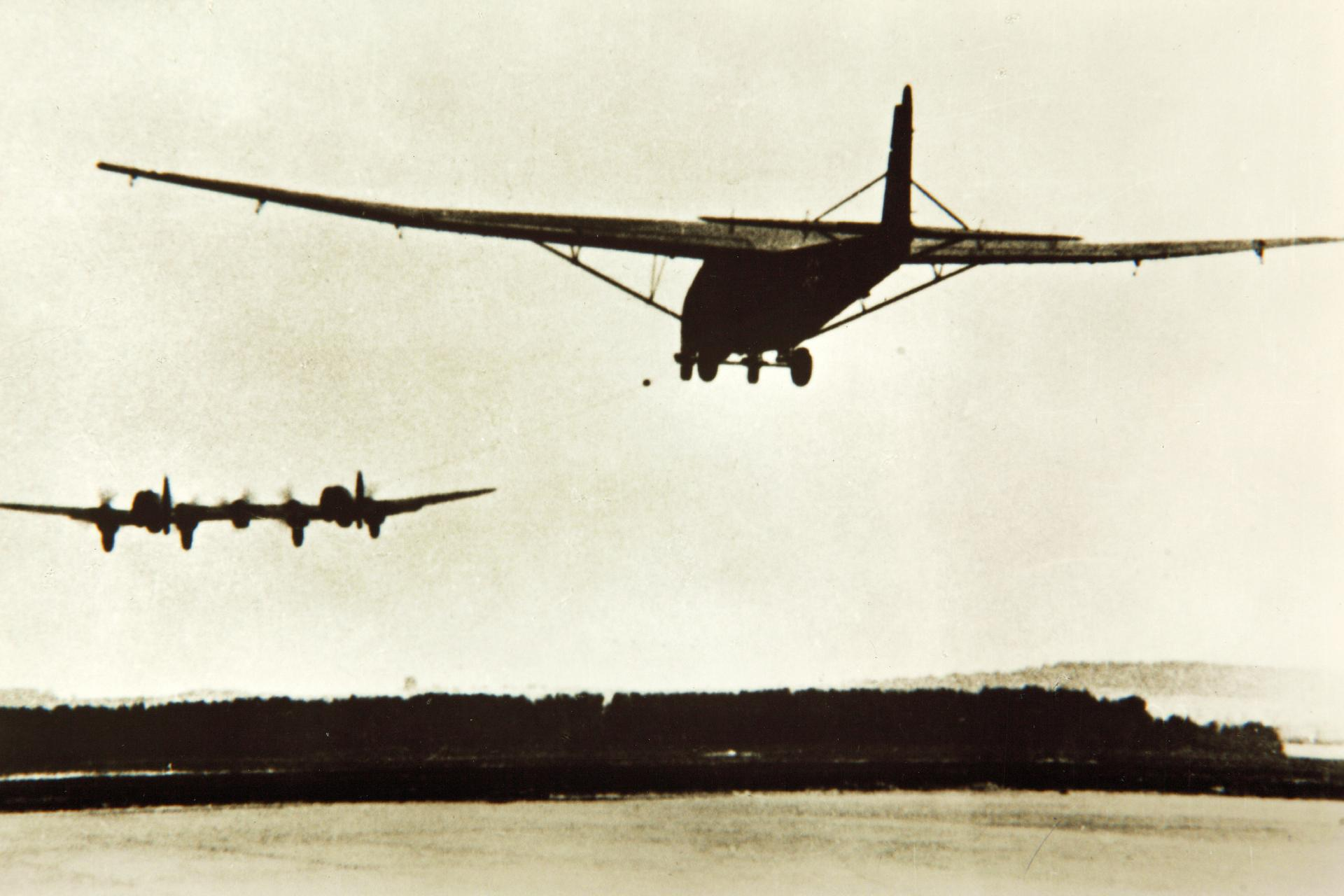
He 111 Z schleppt einen Lastensegler Me 321

- He 111 Z: Die Zwilling bestand aus zwei Flugzeugen, die über ein Tragflächenmittelstück miteinander verbunden waren. An der Kopplungsstelle wurde ein fünftes Triebwerk eingebaut. Ab 1942 wurde mangels anderer starker Flugzeuge eine kleine Anzahl dieser Maschinen zum Schleppen großer Lastensegler (wie beispielsweise die Me 321) gebaut. Dadurch wurde das gefährliche „Troika“-Schleppverfahren mit drei einzelnen Messerschmitt Bf 110 ersetzt. Die fünf flüssigkeitsgekühlten Zwölfzylinder-V-Motoren der He 111 Z lieferten zusammen eine Startleistung von 6700 PS, was ausreichte, einen Lastensegler vom Typ Me 321 oder drei Go 242 zu schleppen. Bei Überlaststarts waren dennoch Raketen-Starthilfen notwendig. Zum Schleppen der Me 321 wurde ein Stahlseil von 150 m Länge und 16 mm Durchmesser verwendet. Beim Schlepp mit zwei Go 242 kam für den ersten Segler ein 60 m und für den nächsten ein 40 m langes Stahlseil zum Einsatz.

## Technische Daten
| Kenngröße              | He 111 P-4 (1939/1940)                                               | He 111 H-6 (1941/1942)                                                                      | He 111 H-16 (ab Herbst 1942) | He 111 Z                                                                                              |
| ---------------------- | -------------------------------------------------------------------- | ------------------------------------------------------------------------------------------- | --- | --- |
| Besatzung              | 5                                                                    | 5                                                                                           | 5 | 7 |
| Länge                  | 16,38 m                                                              | 16,38 m                                                                                     | 16,38 m | 16,38 m                                                                                               |
| Spannweite             | 22,50 m                                                              | 22,50 m                                                                                     | 22,50 m | 35,20 m                                                                                               |
| Höhe                   | 3,40 m                                                               | 3,40 m                                                                                      | 3,40 m | 3,93 m                                                                                                |
| Flügelfläche           | 87,60 m²                                                             | 87,60 m²                                                                                    | 86,50 m² | 147 m²                                                                                                |
| Flügelstreckung        | 5,8                                                                  | 5,8                                                                                         | 5,9 | 8,4                                                                                                   |
| Leermasse              | 6.775 kg                                                             | 6.775 kg                                                                                    | 8.680 kg | 21.400 kg                                                                                             |
| Startmasse             | 13.500 kg                                                            | 14.000 kg                                                                                   | max. 14.000 kg | max. 28.400 kg                                                                                        |
| Höchstgeschwindigkeit  | 390 km/h, voll beladen ca. 330 km/h                                  | 400 km/h, voll beladen ca. 330 km/h                                                         | 436 km/h in 6000 m Höhe | 435 km/h in 8000 m Höhe                                                                               |
| Reisegeschwindigkeit   | 290 km/h                                                             |                                                                                             | | |
| Schleppgeschwindigkeit |                                                                      |                                                                                             | | 219 km/h mit 1 Me 321 248 km/h mit 2 Go 242                                                           |
| Landegeschwindigkeit   | 115 km/h                                                             |                                                                                             | | |
| Steigleistung          | 2,4 m/s                                                              |                                                                                             | | |
| Steigzeit auf 6000 m   |                                                                      |                                                                                             | 42 min | |
| Gipfelhöhe             | 8000 m                                                               | 8000 m                                                                                      | 6700 m | 10.000 m                                                                                              |
| Reichweite             | voll beladen 1200 km, max. 2400 km                                   | voll beladen 1200 km, max. 2400 km                                                          | 2900 km (mit 1000 kg Bomben) | |
| Triebwerke             | zwei Daimler-Benz DB 601 A-1 mit je 1.100 PS (809 kW)                | zwei Junkers Jumo 211 D mit je 1.200 PS (883 kW)                                            | zwei Junkers Jumo 211 F-2 mit je 1.350 PS (993 kW) | fünf Junkers Jumo 211 F-2 mit je 1.350 PS (993 kW)                                                    |
| Bewaffnung             | fünf bewegliche 7,92-mm-MG 15, optional zusätzlich zwei 13-mm-MG 131 | ein 20-mm-MG/FF (Bug), fünf bewegliche 7,92-mm-MG 15, optional zusätzlich zwei 13-mm-MG 131 | ein 20-mm-MG/FF (Bug), ein 13-mm-MG 131 oder ein 7,92-mm-MG-81-Z-Zwilling (Rumpfrücken), zwei 7,92-mm-MG 81 (Rumpfunterseite), zwei 7,92-mm-MG 81 (Seiten) | ein 13-mm-MG 131 (A-Stand), vier 7,92-mm-MG 81 (B- und C-Stand), zwei 7,92-mm-MG 81 (Fensterlafetten) |
| Bombenlast             | 2000 kg intern                                                       | 2500 kg                                                                                     | 3000 kg | – |

## Elektronische Ausrüstung

Heinkel He 111 H-1

Serienmäßig war die He 111 mit einer Bordverständigungsanlage, mit Funkgeräten und einem Autopiloten ausgerüstet. Die für Nachtflüge eingesetzten Maschinen besaßen zusätzlich einen Empfänger, damit der Landeanflug genau entlang des ausgestrahlten Leitstrahls erfolgen konnte. Die Flugplatzbeleuchtung wurde erst kurz vor dem Aufsetzen eingeschaltet, damit der Flugplatz nicht von feindlichen Flugzeugen gesehen werden konnte.
Einige Flugzeuge waren mit einer Zielnavigation (Knickebein-Verfahren, X-Verfahren, Wotan) ausgerüstet. Diese He 111 waren daran zu erkennen, dass sie drei Stabantennen auf dem Rumpf trugen. Bei dem mit dem X-Gerät (70 MHz) arbeitenden Verfahren flog der Pilot entlang eines Leitstrahls (Weser genannt). Abweichungen vom Leitstrahl wurden ihm über Kopfhörer durch Signale gemeldet. Der Leitstrahl wurde im Zielgebiet möglichst rechtwinklig von drei Zielstrahlen gekreuzt, um eine hohe Genauigkeit zu erhalten. Etwa 30 km vor dem Ziel wurde der erste Zielstrahl gekreuzt. Der Pilot wusste durch das Signal, dass er das Ziel in etwa fünf Minuten erreichen würde. Beim Kreuzen des zweiten Zielstrahls wurde ein Rechner gestartet, der die genaue Geschwindigkeit des Flugzeugs über dem Boden errechnete. Aus der gemessenen Geschwindigkeit wurde vom Rechner der Abwurfpunkt ermittelt, der kurz vor dem Ziel liegen musste. Da die beiden Messpunkte von Zielstrahl 2 und 3 gleich weit auseinander lagen, ermittelte der Rechner die noch zu fliegende Zeit bis zum Ziel. Die Zeiten wurden auch optisch angezeigt. Als weiterer Parameter wurde noch die Flughöhe eingegeben. Die Bomben wurden dann automatisch abgeworfen. Die Genauigkeit dieses Verfahrens (X-Gerät) entsprach jener der bei Tag eingesetzten Zielgeräte.

## Höhenbeatmungsanlage

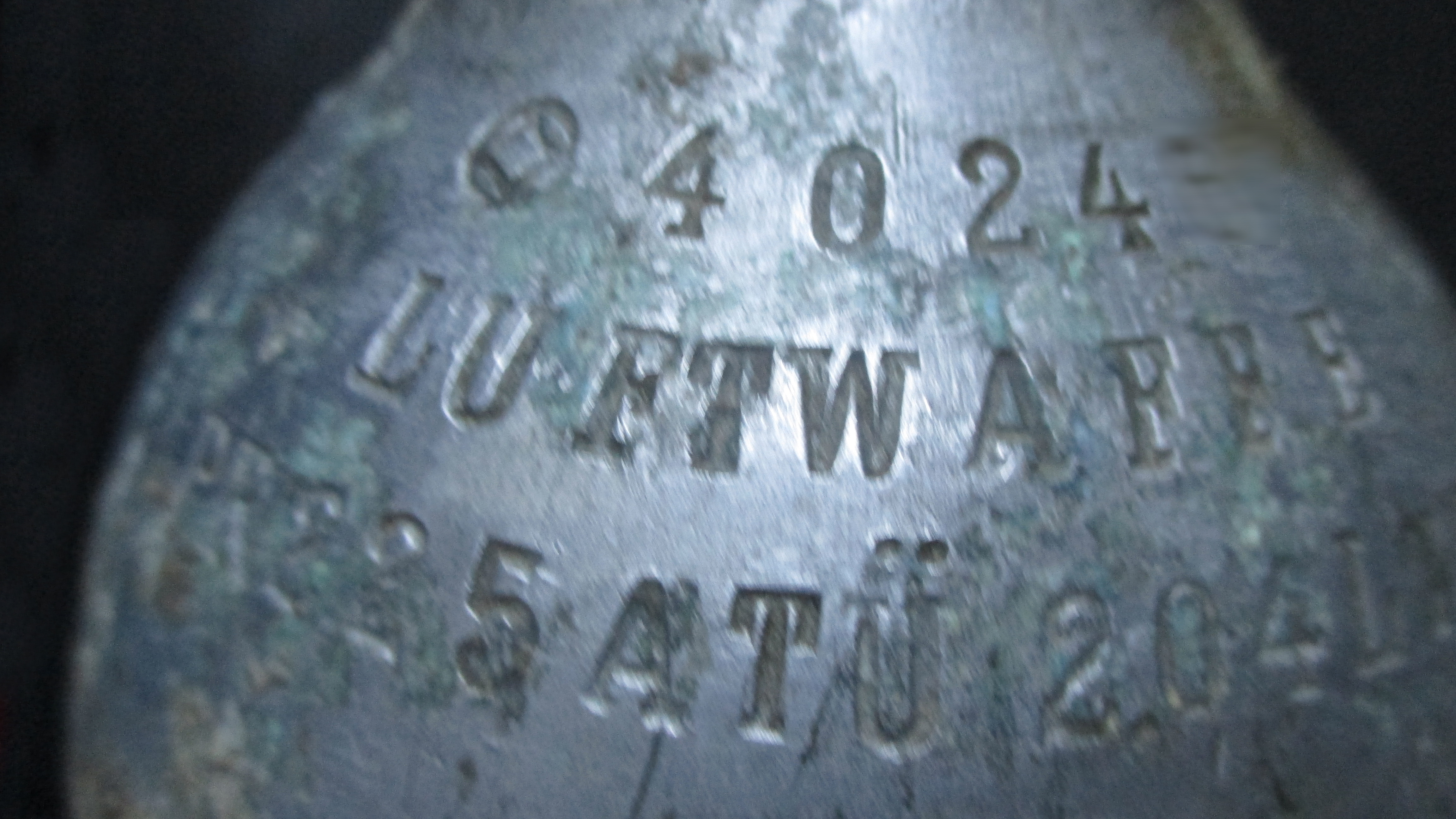
Sauerstoffflasche aus der Höhenbeatmungsanlage He 111 H

Die Heinkel He 111 H hatte als Sicherheits- und Rettungsgerät 20 Sauerstoffflaschen mit je 2,62 kg Gewicht an Bord. Diese waren zu je 10 Stück – links und rechts im Flugzeug angeordnet und miteinander verbunden.

## Erhaltene Exemplare
Eine He 111 E, die ehemalige 25.82 der Kampfgruppe 88 der Legion Condor, befindet sich in Madrid im Museo de Aeronáutica y Astronáutica.
Eine He 111 P-2 (Geschwaderkennung 5J+CN), Werknummer 1526 ist im Königlichen Norwegischen Luftwaffenmuseum in Gardermoen ausgestellt.
Eine He 111 H-20 ist im Royal Air Force Museum, dem Luftwaffenmuseum des Vereinigten Königreichs, ausgestellt.
Eine Heinkel He 111 H, gebaut am 7. Januar 1939 bei Arado in Brandenburg an der Havel, und eine Junkers Ju 88 landeten im April 1940 bei der Invasion auf einem zugefrorenen See bei Trondheim, Norwegen und brachen später – während sie auf den Einsatz warteten – bei einem Warmwettereinbruch ein und versanken beide darin, berichtete ein norwegischer Pilot dem für das Deutsche Technikmuseum arbeitenden Flugzeugarchäologen Holger Steinle. Mittels Sonar konnten 2 Flugzeuge nahe beieinander am Grund des Sees, der der Trinkwasserversorgung der Großstadt Trondheim dient, aufgespürt werden. Wegen der großen Wassertiefe von fast 80 m wurde mit einem Unterwasserroboter der Fa. Saastad AS gearbeitet – die Bergung leitete Espen Saastad. Die auf dem Rücken am Grund liegende He 111 wurde an beiden Tragflächen ferngesteuert angebohrt, an Seile gehängt und – nach über 60 Jahren, 2003 – zu einem Ponton hochgezogen und bis in Ufernähe geschleppt. Mittels eines Autokrans gelang, ohne es zu zerbrechen, die Hebung an Luft und weiter an Land. Ein nur geringfügiger Austritt von etwas Treibstoff wurde durch eine schwimmende Ölsperre gebunden. Das Flugzeug war so gut erhalten, dass die Tragflächen abgeschraubt werden konnten.

## Lizenzbau CASA 2.111

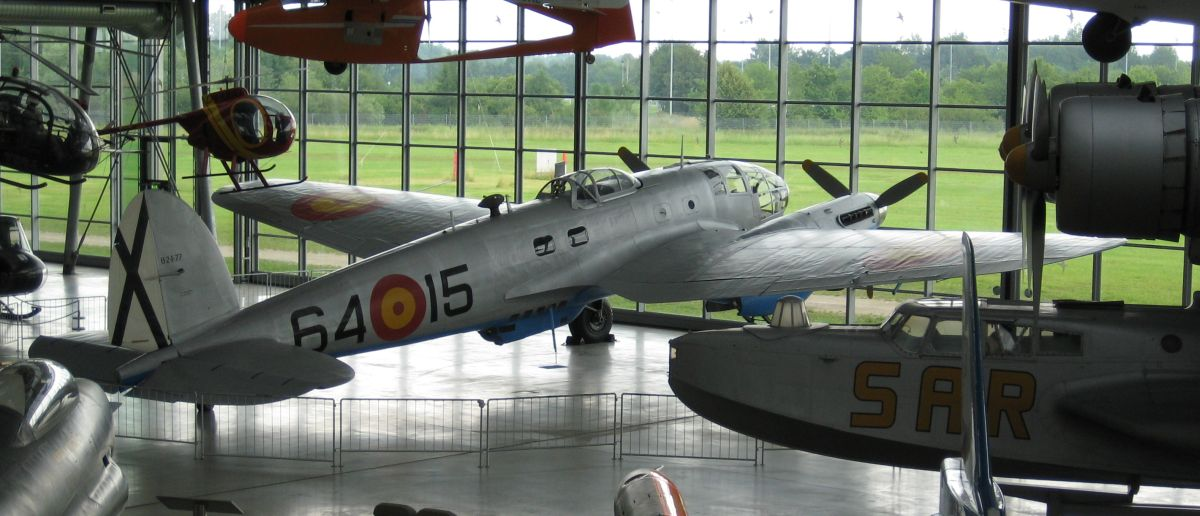
CASA 2.111B der Flugwerft Schleißheim, fertig restauriert 2009, in den Originalfarben der spanischen Luftwaffe (Grupo de Experimentacion en Vuelo 1958)

Nach dem Spanischen Bürgerkrieg baute die CASA ab 1940 in Sevilla (Spanien) die He 111 H-16 unter der Bezeichnung CASA 2.111. Da die Jumo-211-Triebwerke nicht mehr verfügbar waren, kamen britische Motoren vom Typ Rolls-Royce Merlin 500 zum Einbau. Der Erstflug erfolgte auf Grund von Problemen mit den Fertigungsmitteln erst am 23. Mai 1945 vom Aeródromo de Tablada aus. CASA baute 236 Maschinen in drei Versionen als Bomber, Aufklärer und Passagierflugzeug, die bei der Ejército del Aire als leichte Bomber bis zum Ende der 1960er-Jahre im Dienst waren und danach noch bis 1973 als Transportflugzeuge verwendet wurden.
Zahlreiche CASA 2.111 wurden in Kinofilmen zur Darstellung der He 111 verwendet, wie in Patton – Rebell in Uniform und Luftschlacht um England.
CASA 2.111 B sind zu besichtigen in der Flugwerft Schleißheim in München, im Militärhistorischen Museum der Bundeswehr – Flugplatz Berlin-Gatow sowie im Auto- und Technikmuseum Sinsheim. Eine CASA 2.111 D (WNr.145) befindet sich in der Flugausstellung Hermeskeil.
Eine weitere Maschine steht im Musée de l’air et de l’espace beim Flughafen Le Bourget in Paris.